# Pholiotina
Pholiotina là một chi nấm trong họ Bolbitiaceae, thuộc bộ Agaricales. Chi nấm này được nhà nghiên cứu người Thụy Sĩ, Victor Fayod miêu tả khoa học lần đầu tiên vào năm 1889 với chú thích "những loài giống chi Conocybe và có màng mỏng". Pholiotina sau đó được mở rộng và bao gồm cả những loài không có màng.